# Montel Vontavious Porter
Hassan Hamin Assad (născut ca Alvin Burke, Jr., n. 28 octombrie 1973, Miami, Florida, SUA) este un wrestler american cunoscut pentru timpul petrecut în  sub numele de Montel Vontavious Porter.  În prezent activează în WWE în brand-ul RAW.

## Carieră
MVP a intrat în pro-wrestling imediat după ce și-a ispășit pedeapsa pentru jaf armat și răpire cu forța: la proces a fost condamnat la 18 ani și jumătate dar a executat numai 9 ani și jumătate de pușcărie efectivă. La început a luptat în diverse circuite independente sub numele de Antonio Banks, trecând și prin TNA. În 2005, după un număr de dark matches și show-uri netelevizate, acesta a semnat un contract cu WWE, fiind trimis, pentru început, în Deep South Wrestling. Aici a dezvoltat cu caracter de Montel Vontavious Porter, arogant, obsedat de sine. A debutat în SD! cu mare fast, având aici primul meci la No Mercy 2006. Acesta a cerut însă adversari mai buni și i s-a oferit unul, Kane! El nu s-a lăsat însă intimidat și l-a învins pe Kane într-un Street fight match și apoi într-un Cage match, dar a pierdut în fața acestuia în meciul specific lui Kane, Inferno match, suferind arsuri de gradul I (kayfabe).
MVP nu a renunțat și a progresat vizibil câștigând și centura Statelor Unite, într-un Two out of three falls match. MVP a pierdut centura în fața lui Matt Hardy.În 2010 MVP a fost concediat de către conducere.
Pe 26 ianuarie 2020, la Royal Rumble, MVP a fost un participant surpriză în meciul Royal Rumble, unde a fost eliminat rapid de Brock Lesnar. În seara următoare, la Raw, MVP a avut un meci cu Rey Mysterio, pe care l-a pierdut. În urma acestui lucru, MVP a mers pe Instagram pentru a-i mulțumi fanilor săi, deoarece a considerat retragerea sa iminentă. În episodul de Raw din 10 februarie, MVP a readus The "VIP Lounge", invitatul său fiind câștigătorul Royal Rumble din 2020, Drew McIntyre. În timpul segmentului, MVP a devenit heel insultând fanii și a încercat să-l sfătuiască pe McIntyre, după care a fost atacat. Săptămâna următoare, s-a confruntat cu McIntyre într-un efort pierdut. Pe 17 februarie, MVP a anunțat că a fost angajat de WWE ca producător în culise, în timp ce continua încă ca interpret pe ecran. În episodul de Raw din 9 martie, a fost atacat în mod viclean de Edge după ce a insultat-o pe soția sa.

## Viața personală
Assad are un fiu dintr-o relație de scurtă durată.
În august 2007, Assad a fost diagnosticat cu sindromul Wolff-Parkinson-White, o afectiune rara, care face ca inima să bată mai repede decât în mod normal. Condiția a fost descoperit în timpul mandatului său cu WWE, când a trecut printr-o verificare de rutina-up, în conformitate cu Talent Wellness Policy WWE

## Titluri și premii în wrestling
- All Pro Wrestling

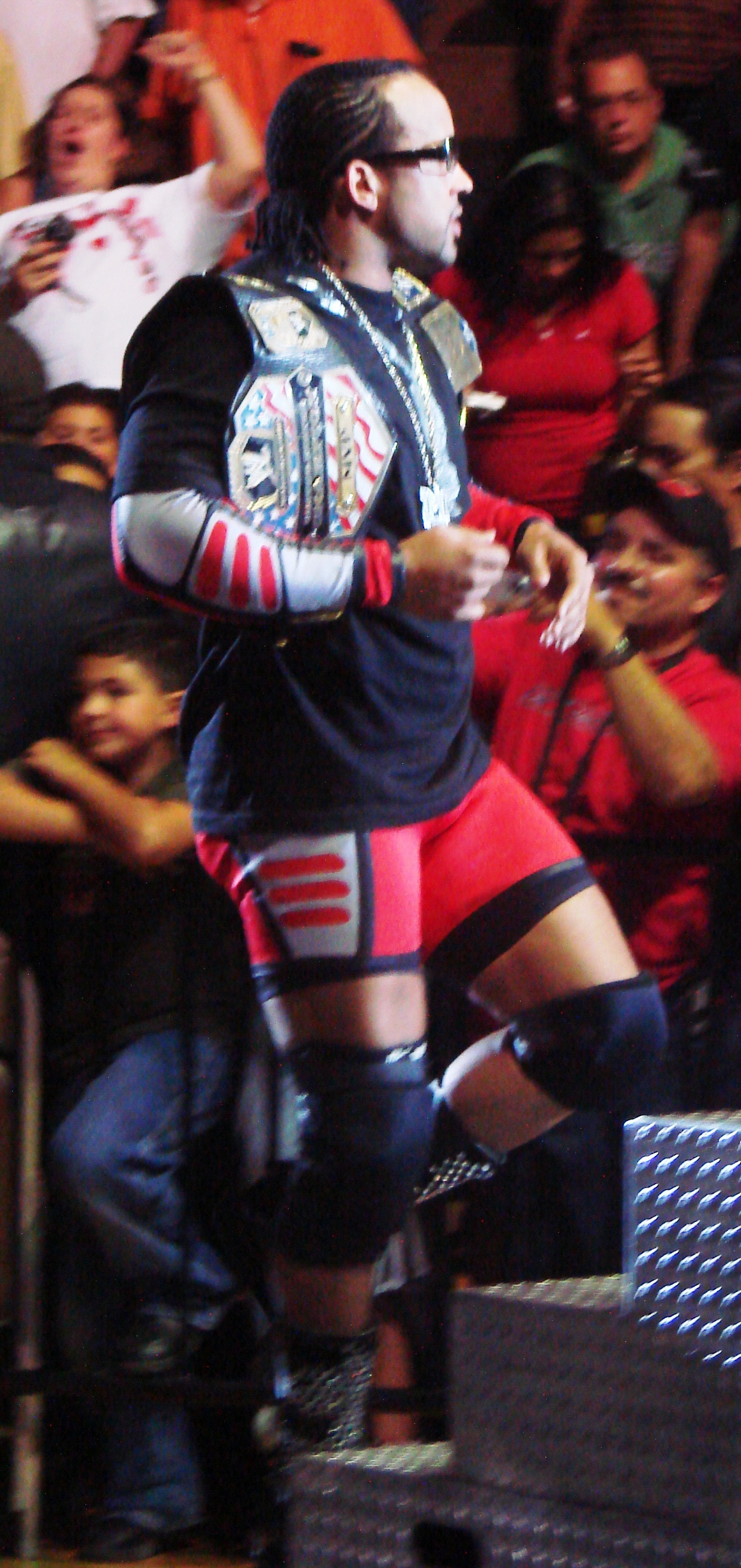
MVP as both the United States Champion and one half of the WWE Tag Team Champions

  - APW Universal Heavyweight Championship (1 dată)[1]
- Coastal Championship Wrestling
  - CCW Heavyweight Championship (1 dată)[2]
- DDT Pro-Wrestling
  - Ironman Heavymetalweight Championship (1 dată)[3]
- Future of Wrestling
  - FOW Tag Team Championship (1 dată) – cu Punisher[4]
- Imperial Wrestling Revolution
  - IWR Heavyweight Championship (1 dată, prezent)[5]
  - IWR Tag Team Championship (1 dată) – cu D Money, Marce Lewis, Montego Seeka și Nytronis A'Teo[6]
- New Japan Pro Wrestling
  - IWGP Intercontinental Championship (1 dată)
  - IWGP Intercontinental Championship Tournament (2011)
- Pro Wrestling Illustrated
  - Ranked No. 23 of the best 500 singles wrestlers in the PWI 500 in 2008[7]
- Southern Championship Wrestling Florida
  - SCW Florida Heavyweight Championship (1 dată)[8]
- World Wrestling Entertainment
  - WWE United States Championship (2 ori)[9][10]
  - WWE Tag Team Championship (1 dată) – cu Matt Hardy[11]
- Wrestling Observer Newsletter
  - Most Improved (2007)[12]
  - Most Underrated (2008)[12]